# Aishiteru (chanson de Mika Nakashima)
Pour les articles homonymes, voir Aishiteru.
Singles de Mika Nakashima
Will
(2002) Love Addict
(2003)
Aishiteru est le 6esingle de Mika Nakashima sorti sous le label Sony Music Associated Records le 19 janvier 2003 au Japon. Il atteint la 4e place du classement de l'Oricon pour un total de 104 680 exemplaires vendus.
Aishiteru se trouve sur la compilation Best et sur l'album Love où se trouve également la 2echanson Marionette.

## Liste des titres
| 1. | Aishiteru (愛してる)                  | H (three tight b) | H (three tight b) | 5:34 |
| 2. | Marionette                            | Mika Nakashima    | Nobuyuki Shimizu  | 5:12 |
| 3. | The Rose                              | Amanda McBroom    | Amanda McBroom    | 4:33 |
| 4. | Aishiteru (Jazztronik Mix) (愛してる) | H (three tight b) | H (three tight b) | 7:40 |
| 5. | Aishiteru (Instrumental) (愛してる)   | H (three tight b) | H (three tight b) | 5:31 |

Vinyl
| 1. | Aishiteru (愛してる) | H (three tight b) | H (three tight b) | 5:34 |
| 2. | Marionette           | Mika Nakashima    | Nobuyuki Shimizu  | 5:12 |

| 1. | Aishiteru (Jazztronik Mix) (愛してる) | H (three tight b) | H (three tight b) | 7:40 |